# Bidunes (etnia)

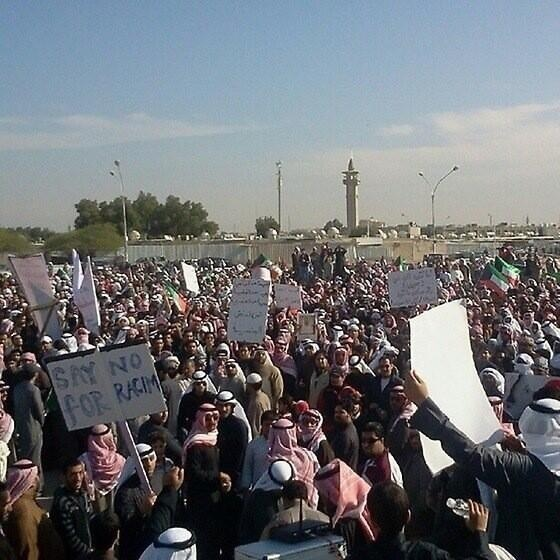
Reunión de bidunes - abril de 2013

Los bidunes (en árabe: بدون‎ Bidūn) son un grupo étnico presente en la región de los Estados árabes del Golfo e Irak. Se estima que en Kuwait, viven más de 100.000 bidunes y un número que puede fluctuar entre 10.000 y 100.000 en Emiratos Árabes Unidos.
La palabra “bidún” deriva de una expresión árabe que podría traducirse como “sin nacionalidad” o “sin ciudadanía” De hecho, según la definición de la Convención sobre el Estatuto de los Apátridas del año 1954 -instituida a los efectos de llenar el vacío legal existente en ese momento y en concordancia con el espíritu de la Declaración Universal de Derechos Humanos- los bidunes son apátridas. 
Durante las décadas de 1970 y 1980, los bidunes constituían el 80 al 90% de los efectivos del ejército de Kuwait. Luego de la Guerra del Golfo, este porcentaje disminuyó. En la actualidad se estima el 40% de los efectivos del ejército de Kuwait son bidunes.
En varios países, por ejemplo Kuwait, son considerados inmigrantes ilegales. Las autoridades kuwaitíes afirman que un gran número de bidunes son en realidad ciudadanos de países vecinos que ingresan al país ocultando su verdadera nacionalidad para obtener los beneficios de la ciudadanía kuwaití.

## Kuwait

### Orígenes
Por sus orígenes, existen tres grupos de bidunes. 
El primer grupo está formado por miembros apátridas de comunidades tribales cuyos antepasados no completaban los requisitos o carecían de la documentación necesaria en el momento de la independencia de Kuwait (1961). El segundo grupo está formado por el exciudadanos de Irak, Arabia Saudita y otros países árabes que abandonaron su nacionalidad de origen para unirse a las fuerzas armadas y la policía de Kuwait en los años 1960 y 1970. El gobierno kuwaití prefiere registrar a estas personas como "bidunes" en lugar de revelar la política de contratación en las fuerzas armadas y la policía, que puede resultar políticamente sensible. En aquel momento, el estatus de bidún confería muchos beneficios económicos.
El tercer grupo está constituido por niños cuyo padre es bidún, aunque su madre sea kuwaití.
Hasta 1985, los bidunes se beneficiaban de los mismos derechos sociales y económicos que los ciudadanos kuwaitíes. La Guerra Irán-Irak (1980-1988), amenazó la estabilidad interna de Kuwait y el país se convirtió en blanco de ataques terroristas. En aquel momento, muchos iraquíes objetores de conciencia o refugiados, huyendo de su país hacia Kuwait, encontraron que el estatus legal ambiguo de los bidunes les ofrecía la posibilidad de ocultar su verdadera nacionalidad y de este modo encontrar un refugio. En 1985, el entonces emir Jaber Al-Ahmad Al-Sabah escapó a un intento de asesinato. Más tarde ese mismo año, el gobierno cambió el estatus legal de los bidunes de residentes legales sin nacionalidad a residentes ilegales. Según estadísticas oficiales, finalizada la guerra Irán-Irak, casi la mitad de la población de Kuwait eran bidunes.
En septiembre de 1990, en el marco de la invasión de Kuwait, las fuerzas de ocupación iraquíes ordenaron, con pena de muerte en caso de incumplimiento, que todos los residentes no kuwaitíes se unieran a una milicia popular que tenía como objetivo apoyar al ejército iraquí. Más allá del hecho en la práctica incomprobable de cuál haya sido el número real de bidunes que apoyaron voluntariamente al ejército invasor, las autoridades y la sociedad en general de Kuwait acusaron a la totalidad de los bidunes de haber colaborado con el enemigo. Además, altos mandos militares de Kuwait acusaron a los bidunes (que eran un número muy importante del ejército kuwaití) del fracaso en contener o contrarrestar a las fuerzas iraquíes invasoras. Esta situación produjo un empeoramiento de las condiciones de vida y un endurecimiento de la normativa respecto a los bidunes.

### Reformas
Las autoridades kuwaitíes afirman que los bidunes son ciudadanos extranjeros de países vecinos que ingresan a Kuawait como inmigrantes ilegales.
Organizaciones de derechos humanos han criticado a Kuwait por su manejo de la cuestión. Muchos bidunes no tienen certificados de nacimiento documentos de identificación o licencias de conducción. En marzo de 2011, el gobierno kuwaití anunció un conjunto de "once derechos bidún".
En junio de 2011, el gobierno de Kuwait, en coordinación con la casa Zakat, puso en marcha un fondo de becas para apoyar a estudiantes bidunes. Actualmente, los bidunes representan el 40% del ejército de Kuwait.
Según el Informe Mundial del año 2015 de Human Rights Watch correspondiente al año 2014, más de 100.000 bidunes residentes en Kuwait permanecían sin obtener su ciudadanía.

## Emiratos Árabes Unidos
No se conoce el número exacto de bidunes en los Emiratos Árabes Unidos. Si bien las autoridades estiman que su número ronda los 10.000, organizaciones de derechos humanos como Human Rights Watch afirman que la cantidad de personas en esta condición varía entre 10.000 y 100.000.